# 小柳歩
小柳 歩（こやなぎ あゆみ、1991年8月20日 - ）は、日本のモデル、グラビアアイドル、マルチタレント。神奈川県出身。SPJ Entertainment所属。

## 略歴
2010年からモデルとして活動。『ミスヤングチャンピオン2012』ではセミファイナルまで進出。2011年『ミス東京女学館2011』に選出されて注目を集める。
2013年4月6日より、TBS系『7つの海を楽しもう!世界さまぁ〜リゾート』に、C級情報担当アシスタントとしてレギュラー出演。同年5月15日からSANYOイメージガール6代目ミスマリンちゃんに就任。アーティスト名を「ミスマリ」として同年4月にCDデビュー。以降も水着モデルとして活動。
2016年3月に東京女学館大学を卒業。『ミス東京女学館2011』に選ばれ、『Miss of Miss Campus Queen Contest 2011』にも出場したことがある。
2016年、「SUPER GT 『LEXUS TEAM LEMANS WAKO'S』 LHG Race Queen “Ms.Legarsi”」としてレースクイーン活動を行う。
2017年にはVR6作品を同時発売。
2021年5月10日発売の『週刊プレイボーイ』の企画「グラドルちっぱい番付 2021年5月場所」にて、東の張出横綱に選出。
2023年1月5日、グラビアアイドルDVDの発売イベントを取材する記者の立場から、今年最も輝いたグラドルを選ぶ『記者・編集者が選ぶグラドルアワード2022』にて、ベストコメント賞を受賞。

## 人物
- デビュー時はファッション誌などを中心にモデル活動をしていたが、2011年よりグラビア活動を開始。
- 初の映画出演作が男性役であったなど長身やショートカットの風貌から「イケメングラドル」と称されることもある[13]。
- 2018年、ニコニコ生放送内のニコナナにてスロット番組に出演、様々な暴露話をするが本人はネタだと否定している[14]。
- 本人曰く、自分は毎晩晩酌する人[15]。
- イメージビデオでの舐めシーンに定評があり「舐めの小柳」と称されている[16]。
- 2021年7月3日に公開された自身のYouTubeチャンネルにて3サイズの公開測定を行い、結果は「B75 W58 H84」だった[2]。
- ちっぱいが大きくなったのを機にCカップを目指すと公表した[17]。

## 作品

### DVD
- Happy Hour（2012年8月24日、イーネット・フロンティア）
- Utopia（ユートピア）（2012年11月30日、アクアハウス）
- AK EMOTION(エーケーエモーション）（2013年1月31日、アクアハウス）
- しなやかに恋して（2013年4月26日、竹書房）
- 恋の季節（2013年7月20日、ラインコミュニケーションズ ）
- みすど mis*dol（2013年10月18日、M.B.D. メディアブランド ）
- しのび湯（2015年12月18日、スパイスビジュアル）
- 溢レル〜誘惑リゾート（2016年4月20日、ラインコミュニケーションズ）
- 溺レル〜とろける教室（2016年4月20日、ラインコミュニケーションズ）
- 恋のレポーター（2016年7月22日、竹書房）
- ラブホリック（2016年11月20日、ラインコミュニケーションズ）
- 内緒な彼女（2017年2月25日、エアーコントロール）
- 姉妹パラダイス 姉編（2017年7月25日、エアーコントロール）
- 姉妹パラダイス 旅行編（2017年8月25日、エアーコントロール) 共演：西永彩奈
- ボクの彼女（2018年1月25日、エアーコントロール)
- 歩の全部（2018年5月25日、エアーコントロール)
- 歩と一緒に（2018年8月25日、エアーコントロール)
- かてきょ（2019年3月25日、エアーコントロール)
- イチャラブ温泉旅行（2019年8月25日、エアーコントロール)
- 小柳歩 7タイトル完全コンプリートBEST8時間（2020年8月25日、エアーコントロール）
- Temptation（2020年11月20日、ラインコミュニケーションズ)[18]
- 夢想（2021年8月25日、イーネット・フロンティア）
- 誘惑の香り（2022年1月28日、スパイスビジュアル）
- 小柳歩vs仮想エロス（2022年4月26日、エアーコントロール）
- 真骨頂（2022年7月21日、ギルド）
- リミテーション（2024年5月28日、エアーコントロール）

### VR
単独作
- apartment Days! 小柳歩 トライアル版 (2018年3月30日、ファンタスティカ)[19]
- apartment Days! 小柳歩 act1 (2018年4月6日、ファンタスティカ)[20]
- apartment Days! 小柳歩 act2 (2018年4月13日、ファンタスティカ)[21]
- バーチャルダイブ〜平行世界〜 お姉ちゃんに見つかるわけにはいかない、私の秘密 小柳歩 (2018年8月24日、ファンタスティカ)[22]

共演作
- VR 集団社内恋愛 最初の研修編（2017年12月01日、竹書房）
- VR 集団社内恋愛 歓迎会編（2017年12月01日、竹書房）
- VR 集団社内恋愛 ツイスター編（2017年12月01日、竹書房）
- VR 集団社内恋愛 風呂編（2017年12月01日、竹書房）
- VR 集団社内恋愛 第2の研修編（2017年12月01日、竹書房）
- VR 集団社内恋愛 ロッカールーム編（2017年12月01日、竹書房）
- バーチャルダイブ このクラスの家庭教師2人つけるくらいでようやくヤル気になれる 中野ゆきみ 小柳歩 (2018年6月15日、ファンタスティカ)[23]
- バーチャルダイブ 鏡になったボクがヤリたかったこと 中野ゆきみ 小柳歩 (2018年8月10日、ファンタスティカ)[24]
- グラドル彼女とラブラブハーレム同棲生活！朝ベッド エッチなヨガポーズ編（2018年8月24日、竹書房）[25]
- グラドル彼女とラブラブハーレム同棲生活！朝ベッド ヌルヌルマッサージ編（2018年8月24日、竹書房）[26]
- グラドル彼女とラブラブハーレム同棲生活！コスプレ エロいサイコロ編（2018年8月24日、竹書房）
- グラドル彼女とラブラブハーレム同棲生活！コスプレ ツイスターゲーム編（2018年8月24日、竹書房）
- グラドル彼女とラブラブハーレム同棲生活！ 夜の飲み会 ポッキーゲーム編（2018年8月24日、竹書房）
- バーチャルダイブ 出張エステで貯金を使い果たしたボクだけど仮想現実だから大丈夫 中野ゆきみ 小柳歩 (2018年9月14日、ファンタスティカ)[27]

### 音楽CD
- 飛び出せサマー（2014年4月、Summer Records、ミスマリ名義）[6]
- マリンブルー・シークレット（2014年7月、Summer Records、ミスマリ名義）
- アイツに夏（2014年8月5日、Summer Records、ミスマリ名義）

## 出演

### テレビドラマ
- リッチマン、プアウーマン（2012年、フジテレビ） - 社員 役

### テレビ
- 7つの海を楽しもう!世界さまぁ〜リゾート（2013年4月6日 - 2015年10月3日、TBS） - レギュラーアシスタント、C級情報担当
- マリンの海物語!～ドリームプロジェクトM～（2013年11月5日 - 、BS-TBS）
- 透明彼女 season2 #1（2017年10月、V☆パラダイス）

### 映画
- ミスヤンチャン学園・飯田橋女子高校〜とどけ!乙女の想い〜KISS部（2013年1月30日、監督：ウンノヨウジ）- 新任教諭・小柳先生 役[28][注 2]

### Vシネマ
- 山下万平 2発目 アワビ村騒動記!（2019年11月16日、スパイスビジュアル）

### CM
- 肌研（ハダラボ）飲むヒアルロン酸 - ロート製薬

### モデル
- JJモデル - 光文社
- mimo. イメージモデル

### WEB
- WOWOW PRIME USTREAM『ぷらすと』 ぷらすとガールズ
- ZOZOTOWN カタログモデル

### 広告
- 「い・ろ・は・す」スチール - 日本コカ・コーラ

### 雑誌
- 「海マガ」2013年8月号（2013年6月29日、triple a出版）

### 写真集
- 電子書籍 Happy Hour─美しすぎる女子大生（2013年3月、イースト・プレス）

### ウェブテレビ
- 「7つの海を楽しもう!世界さまぁ〜リゾート」スピンオフ動画（2013年5月、TBS）
- 真夏の濡れ濡れビンカン学校（2017年7月22日、24日、AbemaTV） - 妄マンガール
- 指原莉乃＆ブラマヨの恋するサイテー男総選挙（2018年8月21日、8月28日[29]、AbemaTV）[30]
- スピードワゴンの月曜The NIGHT（2019年2月5日 ‐ 5月、AbemaTV）[注 3]
- 給与明細（2019年12月23日、2020年10月19日[31]、11月2日[32]、12月14日[33]、AbemaTV）

### パチスロ
- スロドル（2023年3月、コナミアミューズメント）[34]